# Myriam Flury
Myriam Flury (* 9. November 1960 in Zürich) ist eine Schweizer Filmeditorin.

## Werdegang
Myriam Flury besuchte in Zürich die Primar- und Sekundarschule. Nach Abschluss der F+F Schule für Kunst und Design absolvierte sie eine Ausbildung zur Editorin bei Condor Films in Zürich.
Seit den 1990er-Jahren ist Myriam Flury freiberuflich für den Schnitt von Kinofilmen im Spiel- sowie im Dokumentarfilmbereich verantwortlich. Dabei war sie an mehreren Filmen beteiligt, die  Erfolge feierten. Zwei der von ihr geschnittenen Filme erreichten in der Schweiz über 100’000 Kinoeintritte: Vitus von Fredi M. Murer, der mit über 270’000 Eintritten auf Platz 13 liegt der Schweizer Filme, sowie Das Wissen vom Heilen von Franz Reichle, der mit über 105’000 Eintritten weiterhin der zweiterfolgreichste Schweizer Dokumentarfilm ist (Stand Februar 2021).
Sie arbeitete wiederholt mit Regisseuren und Regisseurinnen zusammen wie Stefan Haupt, Kaspar Kasics, Stina Werenfeld, Anna Luif und Ivana Lalovic. Mehrere von ihr geschnittene Filme wurden an  Filmfestivals im In- und Ausland gezeigt; der 1993 von ihr geschnittene Kurzspielfilm Jagdzeit von Rolando Colla wurde an Festivals in Locarno und Clermont-Ferrand aufgeführt, und auch von ihr geschnittene Langfilme waren zu Gast an Festivals wie International Documentary Film Festival Amsterdam (Ma famille africaine), Locarno (No More Smoke Signals, Little Girl Blue), Max Ophüls Preis (Sitting Next to Zoe, Little Girl Blue). Aloys, den sie gemeinsam mit Regisseur Tobias Nölle schnitt, wurde 2016 an der Berlinale uraufgeführt und  mit dem FIPRESCI-Preis ausgezeichnet.
Nebst ihrer Tätigkeit als Editorin arbeitet Myriam Flury als Mentorin im Bereich Filmschnitt. Seit 2000 unterrichtet sie zudem als Dozentin an der Hochschule für Gestaltung & Kunst in Luzern. Sie ist Mitglied der Schweizer Filmakademie und war mehrere Jahre Jury-Mitglied des Zürcher Filmpreises.
Heute lebt sie mit ihrem Partner in Zürich und arbeitet dort und in Luzern.

## Filmografie (Auswahl)
- 1993: Jagdzeit (Kurzfilm)
- 1997: Das Wissen vom Heilen
- 1998: Die Regierung[7]
- 1999: Closed Country – Regie: Kaspar Kasics
- 1999: ID Swiss (Episodenfilm)
- 2001: Gopf in Africa
- 2001: Increschantüm (Heimweh)
- 2001: Dragan & Madlaina
- 2003: Little Girl Blue[8]
- 2003: Die Wägsten und Besten des Landes
- 2004: Ma famille Africaine
- 2005: Jo Siffert Live Fast – Die Young
- 2006: Vitus – Regie: Fredi M. Murer
- 2006: Citywalls – My Own Private Tehran
- 2008: No More Smoke Signals – Regie: Fanny Bräuning
- 2008: Mission Eternity
- 2010: Sommervögel – Regie: Paul Riniker
- 2010: Madly In Love[9]
- 2011: Tinguely
- 2013: Sitting Next To Zoe[10]
- 2014: Plötzlich Deutsch
- 2016: Skizzen von Lou[11] – Regie: Lisa Blatter
- 2016: Aloys[12]
- 2021: Dida – Regie:  Nikola Ilić, Corina Schwingruber Ilić

## Im Gespräch
- Doris Senn, Josef Stutzer: Schneiden hat auch ein Suchtpotential. Ein Gespräch zum Filmediting. Filmbulletin, 1. Januar 2012.
- Birgit Schmid: Talent am Schneidetisch. Neue Zürcher Zeitung, 2. Februar 2017.